# Benthanoides villosus
Benthanoides villosus är en kräftdjursart som först beskrevs av Jackson 1926.  Benthanoides villosus ingår i släktet Benthanoides och familjen Philosciidae. Inga underarter finns listade i Catalogue of Life.